# Премьер-министр Анголы
Премьер-министр Анголы (порт. Primeiro-ministro de Angola) — глава правительства Республики Ангола (до 1992 года — Народная Республика Ангола, порт. República Popular de Angola).
Пост премьер-министра как самостоятельного главы правительства в условиях президентской республики неоднократно упразднялся либо оставался вакантным длительное время. Окончательно был заменён постом вице-президента Анголы в феврале 2010 года.

## Обзор
Согласно конституции 1992 года, премьер-министр Анголы являлся высокопоставленным правительственным чиновником в Анголе, однако обладая лишь ограниченными полномочиями в качестве главы правительства.
Наряду с остальной частью Совета министров премьер-министр нзначался президентом. Первоначально пост премьер-министра был создан при провозглашении независимости Анголы от Португалии 11 ноября 1975 года, но был упразднён в 1978 году, когда президент Агостиньо Нето укреплял свою власть. Он был восстановлен 19 июля 1991 года, когда президент Жозе Эдуарду душ Сантуш достиг соглашения о прекращении гражданской войны, однако с 29 января 1999 года по 6 декабря 2002 года оставался вакантным.
Окончательно пост был упразднён после вступления в силу Конституции Анголы 2010 года, которая объединила функции с прочими полномочиями кабинета президента страны, который не требует доверия парламентского большинства.

## Список премьер-министров
|                    | Портрет            | Имя                                                                                             | Начало полномочий | Окончание полномочий | Партия                                                                                             |
| ------------------ | ------------------ | ----------------------------------------------------------------------------------------------- | ----------------- | -------------------- | -------------------------------------------------------------------------------------------------- |
| 1                  |                    | Лопу Фортунату Ферейра ду Нашсименту (1942—) порт. Lopo Fortunato Ferreira do Nascimento        | 11 ноября 1975    | 9 декабря 1978       | Народное движение за освобождение Анголы → Народное движение за освобождение Анголы — Партия труда |
| пост упразднён     | пост упразднён     | пост упразднён                                                                                  | 9 декабря 1978    | 19 июля 1991         | |
| 2 (I)              |                    | Фернанду Жозе ди Франса Диаш Ван-Дунем (1934—2024) порт. Fernando José de França Dias Van-Dúnem | 19 июля 1991      | 2 декабря 1992       | Народное движение за освобождение Анголы — Партия труда                                            |
| 3                  |                    | Маркулину Жозе Карлуш Моку (1953—) порт. Marcolino José Carlos Moco                             | 2 декабря 1992    | 8 июня 1996          | Народное движение за освобождение Анголы — Партия труда                                            |
| 2 (II)             |                    | Фернанду Жозе ди Франса Диаш Ван-Дунем (1934—2024) порт. Fernando José de França Dias Van-Dúnem | 8 июня 1996       | 29 января 1999       | Народное движение за освобождение Анголы — Партия труда                                            |
| должность вакантна | должность вакантна | должность вакантна                                                                              | 29 января 1999    | 6 декабря 2002       | |
| 4                  |                    | Фернанду да Пьедаде Диаш душ Сантуш (1950—) порт. Fernando da Piedade Dias dos Santos           | 6 декабря 2002    | 30 сентября 2008     | Народное движение за освобождение Анголы — Партия труда                                            |
| 5                  |                    | Антониу Паулу Кассома (1951—) порт. António Paulo Kassoma                                       | 30 сентября 2008  | 5 февраля 2010       | Народное движение за освобождение Анголы — Партия труда                                            |
| пост упразднён     | пост упразднён     | пост упразднён                                                                                  | 5 февраля 2010    | по настоящее время   | |

## Правительства участников гражданской войны
После провозглашения 11 ноября 1975 года в Луанде председателем МПЛА Антонио Агостиньо Нето независимости Народной Республики Анголы, соперничающие с ним ФНЛА и УНИТА на контролируемых ими территориях провозгласили независимость ещё двух ангольских государств. Первым из них являлась Демократическая Республика Ангола (порт. República Democrática de Angola), провозглашённая Национальным фронтом освобождения Анголы (ФНЛА) в являющемся его базой городе Амбриш. Вторым — Социальная Демократическая Республика Ангола (порт. República Social Democrática de Angola), провозглашённая Национальным союзом за полную независимость Анголы (УНИТА) в являющемся его базой городе Уамбо. Эти государственные образования не успели сформировать функциональные правительства до 23 ноября 1975 года, когда в Уамбо было объявлено об их объединении в Народно-Демократическую Республику Анголу (НДРА, порт. República Democrática Popular de Angola).  Было создано временное коалиционное правительство ФНЛА—УНИТА. Холден Алваро Роберто и Жонаш Мальейру Савимби стали сопрезидентами НДРА, сопремьер-министрами — Джонни Эдуардо Пиннок (ФНЛА) и Жозе ди Асунсан Алберту Нделе (УНИТА). Однако эта структура, получившая название Объединённый национальный совет революции, фактически просуществовала лишь до 30 января 1976 года, формально — до 11 февраля 1976 года.
|  | Портрет | Имя                                                                            | Начало полномочий | Окончание полномочий | Партия                                           |
|  | ------- | ------------------------------------------------------------------------------ | ----------------- | -------------------- | ------------------------------------------------ |
|  |         | Джонни Эдуардо Пиннок (1946—2000) порт. Johnny Eduardo Pinnock                 | 23 ноября 1975    | 11 февраля 1976      | Национальный фронт освобождения Анголы           |
|  |         | Жозе ди Асунсан Алберту Нделе (1946—2000) порт. José de Assunção Alberto Ndele | 23 ноября 1975    | 11 февраля 1976      | Национальный союз за полную независимость Анголы |